# 仙蠡桥
31°33′40″N 120°17′07″E / 31.56104°N 120.28538°E
仙蠡桥，又称仙蠡桥水利枢纽工程，是位于中华人民共和国江苏省无锡市梁溪区的一个桥梁及水利枢纽工程。

## 特点
仙蠡桥位于梁溪河入口京杭大运河处，为运河东路跨越梁溪河的桥梁。1994年12月至1995年12月进行建设，全长575米。2002年底开始，无锡市人民政府陆续进行无锡城市防洪工程，计划总投资约20亿元人民币，设置外围防洪屏障，在京杭大运河以东和以西建设防洪控制工程。2002年12月，仙蠡桥水利枢纽工程开工。2003年，江尖水利枢纽工程跟随开工。2007年，无锡市利用仙蠡桥、江尖、北兴塘、九里河、利民桥等枢纽工程，对城区河道水质进行调整。